# Ana-Maria Avram
Pour les articles homonymes, voir Avram.
 (janvier 2024).
Si vous disposez d'ouvrages ou d'articles de référence ou si vous connaissez des sites web de qualité traitant du thème abordé ici, merci de compléter l'article en donnant les références utiles à sa vérifiabilité et en les liant à la section « Notes et références ».
 (janvier 2024).
Ana-Maria Avram, née le 12 septembre 1961 à Bucarest et morte le 1er août 2017, est compositrice, pianiste, musicologue et chef d'orchestre.

## Biographie
Ana-Maria Avram suit des études de composition au CNSM de Bucarest de 1980 à 1985, achevées avec le Premier prix d'écriture, analyse, contrepoint, harmonie, orchestration et esthétique musicale. Elle suit parallèlement des études de piano et de musique de chambre et obtient en 1992 le DEA d'esthétique musicale à la Sorbonne.
Entre 1984 et 1988 elle remporte de nombreux prix nationaux et internationaux de composition et de musique de chambre. Grand Prix pour la Composition de l'Académie roumaine (1994). Membre de l'Ensemble Hyperion de Bucarest qu'elle conduit et dirige avec Iancu Dumitrescu depuis 1988.
Sa musique a été jouée à New York, Los Angeles, Boston, Stanford, l'université Harvard, Vienne (Festival Wien Modern 1992, 1994 et 2002), à Paris (Radio-France, théâtre de la Ville), Londres (Royal Festial Hall, Conway Hall, LSO St Luke's Jerwood Hall), Berlin (Berghain Club), Athènes (Fondation Onassis), Alicante, Lisbonne, Baden-Baden, Darmstadt, Moscou, Istanbul, Nancy, Genève (Suisse romande), Tel-Aviv, Glasgow, Reykjavik, etc.
Ses œuvres ont été jouées par de nombreux ensembles et solistes : Hyperion International, Kronos Quartet, 20 Jahrhunderdt de Vienne, ensemble Mosaik (Berlin), ensemble Musiques nouvelles (Mons), Art Zoyd (France), orchestre philharmonique G. Enesco de Bucarest, Orchestre de la radio roumaine, Orchestre national de chambre de Roumanie… Sa musique a été commandée par des institutions et ensembles parmi lesquels figurent Radio-France, Kronos Quartet, CCMIX, Art Zoyd, IMEB, Musiques nouvelles, Festival Tectonics, différents orchestres roumains, l'ensemble Ars nova. Elle a fondé et elle conduit avec Iancu Dumitrescu le Festival international de musique électroacoustique et assistée par ordinateur « Acousmania » Bucarest, en partenariat avec la Société roumaine de radiodiffusion, et le Festival International « Musica nova » en partenariat avec la Philharmonique de Ploiesti. Elle fonde la CREMAC (Communauté roumaine d'électroacoustique et de musique assistée par ordinateur).
Elle apporte des contributions musicologiques dans de nombreuses revues dont Musica à Bucarest, Bananafish à Los Angeles et Musicworks à Toronto. Elle est l'auteure du livre d’entretiens avec Harry Halbreich Roumanie, terre du neuvième ciel (Bucarest, Axis Mundi, 1992), du livre d'entretiens La Musique spectrale au début du XXIe siècle (CREMAC, 2007) et, avec Iancu Dumitrescu, du livre sur la musique Cosmic Orgasm (Unkant, Londres, 2012).
Fondatrice et directrice artistique (avec Iancu Dumitrescu) du Festival international de la musique spectrale Spectrum XXI (dont les premières éditions se déroulent à Paris, Londres, Genève, Bruxelles et Mons), en collaboration avec les musicologues Harry Halbreich (Bruxelles), Jean-Noël von der Weid (Paris) et Ben Watson (Londres).
Sa musique est éditée par Bananafish (Los Angeles), Musicworks (Toronto), ReR Megacorp (Londres), Electrecord (Bucarest), Artgallery (Paris), Planam (Milan). L'édition officielle des enregistrements de sa musique se trouve éditée chez Edition Modern (Londres-Bucarest) et comprend environ trente CD jusqu'à présent.
Elle meurt le 1er août 2017.

## Discographie
- Ana Maria-Avram / Iancu Dumitrescu / Gol - Musique Directe, Planam, LP
- Musique pour Mallarmé / Canciones de la soledàd LP Electrecord, 1988 ST-ECE 16790/88
- Zodiaque pour deux piano préparés et bande/ Ekagrâtâ pour orchestre / Signum Gemini pour ensemble Edition Modern ED MN 1002
- Symétries pour récitant et électronique / Archae - pour voix solo Edition Modern ED MN 1004
- De sacrae Lamentationem pour orchestre / Ikarus (I) pour bande Edition Modern ED MN 1006
- Quatre études dʼombre pour flûte basse / Assonant 3 pour flûtes et percussion and percussion / Métaboles pour flûte solo Artgallery - Paris ESL 009-ED MN 1007
- De lʼabolition de lʼâme pour instruments et voix. Œuvre radiophonique. Commande Radio France / Ikarus II pour Kronos Quartet Edition Modern ED MN 1008
- Swarms (III) pour orchestre à cordes / Labyrinthe pour cordes et bande Edition Modern /ReR Megacorp ED MN 1009
- Chaosmos (II) fpour deux orchestres / Axe (I) fpour violoncelle et percussion Edition modern /ReR MEGACORP ED MN 1010
- Axe II pour violoncelle. CD ʻMusicworksʼ # 71, Toronto, Canada Summer 1998
- Nouvel Axe pour cordes Musique Action ʻ98 Edition Modern /ReR Megacorp, ED MN 1011/ ReR Megacorp DACH01
- Anamorphosis pour quatuor à cordes /Seconde Axe pour orchestre à cordes Edition Modern /ReR Megacorp ED MN 1012
- Nouvel Archae pour voix assistés par ordinateur / Axe pour violoncelles Edition Modern EDMN 1013
- Orbit Of Eternal Grace pour clarinette, percussion et orchestre / Ascent pour ensemble Edition Modern ED MN 1014
- New Arcana pour clarinette basse et ensemble /Ec-Static Crickets (II) pour 13 cordes / Horridas Nostrae Mentis Purga Tenebras musique assistée par ordinateur Edition Modern EDMN 1015
- Ec-Static Crickets (I) pour cordes ʻMusicworksʼ #76, Toronto, Canada 1999
- Traces, Sillons, Sillages pour ensemble et sons assistés par ordinateur / Doryphories (I) pour ensemble Edition Modern EDMN 1016
- Etude I pour sons assistés par ordinateur Bananafish, San-Francisco (États-Unis) # 15 / 2001
- Telesma (II) pour clarinette basse et sons assistés par ordinateur / Apokatastasis (I) pour trombone et sons assistés par ordinateur Edition Modern ED MN 1017
- Transmutations pour clarinette basse, ensemble et sons assistés par ordinateur / Penumbra pour saxophone Edition Modern ED MN 1019
- Incantatio pour alto et orchestre / Quinconce pour alto et sons assistés par ordinateur Edition Modern ED MN 1018
- Galaxy-Reflection pour percussion / Quatre études dʼombre pour flûte basse / Lux Animae pour ensemble et électronique Edition Modern ED MN 1020
- Increat (I) Increat (II) pour ensemble et solistes / Strange Attractor pour ensemble Edition Modern EDMN 1021
- Winds Of The Desert pour ensemble et sons assistés par ordinateur / Axe 7 pour contrebasse Edition Modern EDMN 1022
- Quatre Études orphiques pour voix, clarinettes, percussion et live électronique / Endless Burning Fire pour ensemble et sons assistés par ordinateur Edition Modern EDMN 1023
- Nouvel Archae Edition Modern ED MN 1024 - Live in Spark Festival
- Nouvelle Axe V /  Ikarus quatuors à cordes, IO String Quartet, Edition Modern ED MN 1025
- Labyrinthe pour ensemble / Voices Of The Desert pour ensemble et sons assistés par ordinateur/ Noumena pour ensemble Edition Modern ED MN 1026
- Telesma X pour 3 percussions et sons assistés par ordinateur / Textures III-Penumbra pour ensemble et sons assistés par ordinateur. Edition Modern ED MN 1027